# Villa Torresina
Villa Torresina è una villa sita in Palestrina nell'omonima località.

## Storia
La villa venne costruita dall'ingegner Giovanni Maria Ticca (Dorgali, 19 novembre 1895 - Roma, 18 aprile 1966), giovane segretario federale del Partito Nazionale Fascista agli albori del regime e conte di Sant'Ilario. La denominazione di Torresina attribuito alla villa deriva da Torres, antico nome di Sassari, dove nacquero Gianni e Marcello, i primi due figli dei coniugi proprietari e ideatori della villa, l'ingegnere Giovanni Maria e la contessa Maria Luisa Cao di San Marco.
Negli anni settanta i conti Ticca di Sant'Ilario, per gravi eventi personali in cui vennero coinvolti, vendettero la villa, che fu in seguito adibita a casa di cura per religiosi affetti da disturbi psichiatrici.
Infine, dagli anni novanta, la villa e i terreni circostanti furono smembrati in varie lottizzazioni scollegate tra loro, con perdita delle pregevoli caratteristiche originarie della comunità creata in un momento storico particolarmente difficile per l'Italia.

## Descrizione
Secondo alcune versioni accreditate, la parte agricola della proprietà, di elevato livello qualitativo, sarebbe sorta sui resti della villa di Plinio il Giovane, citata dallo storico romano in una lettera ad Apollinare; a conferma di tale tesi ci sono stati pregevoli ritrovamenti di pavimentazioni musive e vari resti archeologici..
La villa venne strutturata dai Conti Ticca con una piscina, campo da tennis, fontane, un grande parco con statue marmoree neo-classiche dello scultore ungherese György Ugray e pregiate essenze esotiche. Inserita sul corpo principale, si trova una torre costruita negli anni cinquanta, che riprende la toponomastica della cittadina sarda, con una rifinitura esterna in laterizio di tufo, merlature guelfe,  successivamente deturpata nel suo aspetto, negli anni 2000, da un antiestetico ascensore esterno. Il corpo edilizio padronale, "la Villa", in cui erano presenti numerosi dipinti di artisti otto e novecenteschi, sorge al centro del complesso, circondato da edifici minori adibiti ad abitazioni rurali e utili ai vari servizi necessari alla vita della comunità ad indirizzo prima agricolo e poi anche industriale. 
Negli anni quaranta e cinquanta il complesso costituiva certamente un'importante piccola realtà urbana indipendente, una premiata colonia agricola dotata di case per i lavoratori dei poderi, luce, acqua, telefonia, scuola elementare, consultorio di maternità, stazione ferroviaria e una piccola chiesa (chiesa dell'Assunta a Torresina).
Durante gli ultimi eventi bellici il Conte Ticca accolse nella villa e nei caseggiati adiacenti numerose personalità con le loro famiglie e poi 30-40 bambini custoditi dalle Suore Franceschine, costrette a fuggire dalla loro Casa Madre caduta nei bombardamenti su Palestrina e ospitate per anni accanto alla villa stessa. In seguito ospitò anche a lungo i piccoli orfanelli scampati al terremoto di Rocca Priora. Proprio in virtù della sua generosità e del suo impegno sociale sul territorio, l'ingegnere fu nominato Cavaliere del Lavoro il 7 novembre 1942.
L'importanza della colonia per il territorio prenestino è inoltre riconosciuta in una targa collocata sul frontale della chiesa dell'Assunta e nel Cimitero Monumentale del comune di Palestrina, fatta scrivere nel 1945 dal cardinale Carlo Salotti, vescovo di Palestrina e stretto collaboratore di papa Pio XII, che aveva conferito all'ingegner Giovanni M. Ticca il titolo di conte nel 1944.

## Eventi
Se a metà del novecento il complesso costituisce un'importante realtà lavorativa e sociale, a partire dalla seconda metà del secolo le strutture sono state soggette a incuria e degrado ad opera dei successivi proprietari incuranti dei pregi artistici ideati e realizzati dal conte e dalla contessa Ticca di Sant'Ilario. La villa padronale, oramai distrutta, era stata dapprima trasformata in modo da ospitare unità residenziali, mentre gli altri edifici, ad eccezione della piccola Cappella dell'Assunta, sono stati poi colpevolmente demoliti nel 2013 a fini meramente speculativi, per fare spazio a nuove costruzioni a tipo intensivo, così snaturando l'originale struttura composita di villaggio attorno al complesso architettonico centrale ispirato all'Art Nouveau e allo Stile Liberty.